# 鼬瓣花属
鼬瓣花属（学名：Galeopsis）是唇形科下的一个属，为分枝草本植物。该属共有约10种，分布欧洲及亚洲温带。